# Варшавське воєводство (1919—1939)

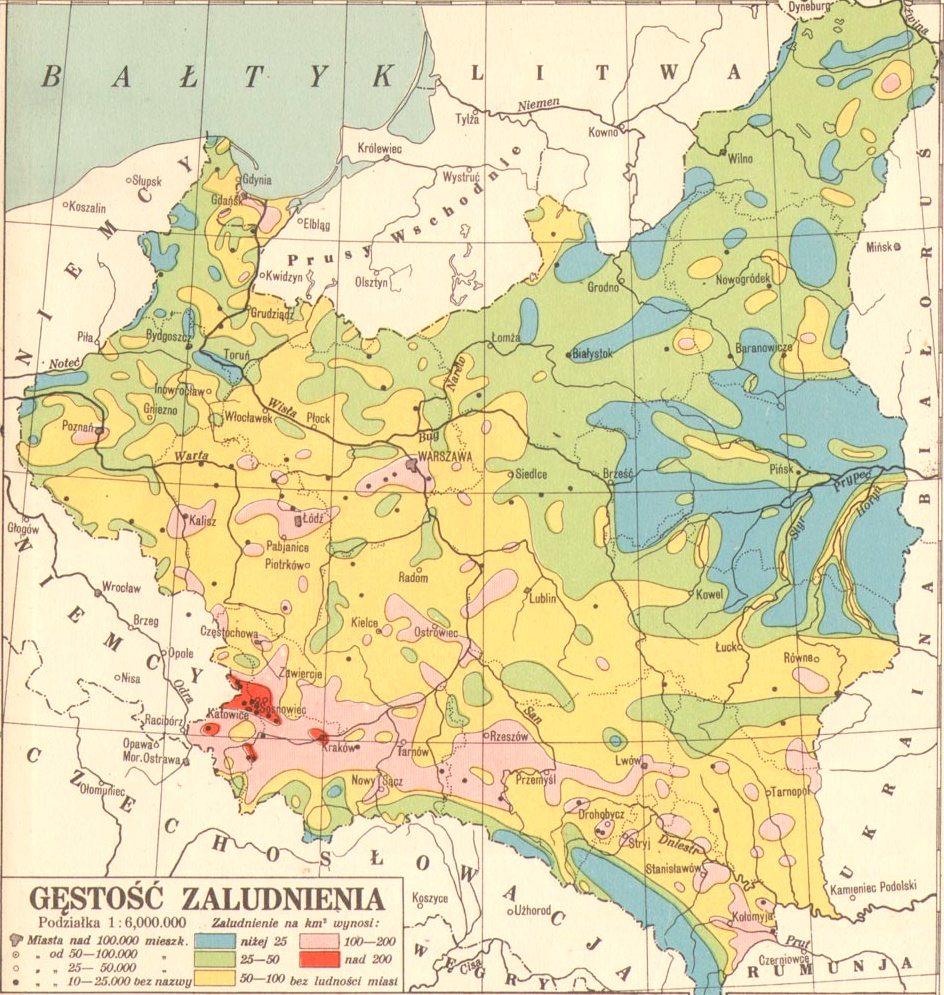
Польща, щільність населення, 1931

Варшавське воєводство (пол. województwo warszawskie) — історична адміністративно-територіальна одиниця Польської Республіки, що існувала до вторгнення нацистів у Польщу 1939 року.
З початком окупації Польщі нацистською Німеччиною остання утворила на території воєводства Варшавський дистрикт.

## Адміністративний поділ
Воєводство включало такі повіти: Блонський (адміністративний центр — Гродзиськ-Мазовецький), Варшавський, Венгровський (з 1939 р.), Влоцлавський (1938),
Гарволінський (з 1939 року) Гостинінський, Груєцький, Дзялдовський (1938), Кутновський (1939), Ліпнівський (1938), Ломжинський (з 1939 р.), Ловицький (1939), Маковський, Мінський,  Млавський, Нешавський повіт (центр — Александрув-Куявський; у 1938 р.), Остроленцький (з 1939 р.), Островський (з 1939 р.), Плоцький, Пшасниський, Пултуський, Радзимінський, Равський, Рипінський (1938), Серпецький, Скерневицький (1939), Соколовський (з 1939 р.), Сохачевський і Цехановський (до 1938 р.).

## Населення
Населення воєводства 1921 року становило 2 112 798 душ.
Поділ населення за національністю:
- поляки — 89,8%; 1 898 112
- євреї — 7,7%; 163 646
- німці — 2,2%; 47 384

Поділ населення за віросповіданням:
- римо-католицьке — 85,3%; 1 802 427
- юдейське — 9,6%; 203 425
- євангелістське — 4,1%; 87 427
- маріавітське — 0,6%; 12 475
- православне — 0,2%; 4637